# Broedkroesmos
Broedkroesmos (Ulota phyllantha) is een soort uit het geslacht kroesmos (Ulota). 

## Kenmerken
De standplaats bevindt zich vaak omstreeks ooghoogte en deze soort behoort tot de meest onmiskenbare topkapselmossen dankzij de altijd wel aanwezige broedkorrels.

## Ecologie
Broedkroesmos is een pioniersoort die vooral groeit op stammen, takken en dood hout van bomen en struiken met een mineraalrijke schors, met name op iepen, wilgen, populieren en vlieren. Af en toe wordt broedkroesmos op steen gevonden.

### Syntaxonomie
In de syntaxonomie staat broedkroesmos te boek als kensoort voor het boomsterretje-verbond.

## Verspreiding
In Nederland komt het vrij algemeen voor. Het staat niet op de rode lijst en is niet bedreigd. Broedkroesmos was voorheen vrijwel beperkt tot kustgebieden. Sinds het eind van de 20ste eeuw breidt deze soort zich sterk uit, zodat zij nu ook in het binnenland op talrijke plaatsen is aan te treffen. Langs de kust kan de zoute zeewind een bron van mineralen zijn. Mogelijk wordt deze soort, die vaak op wegbomen groeit, begunstigd door een hoge concentratie fijn stof (afkomstig van verkeer en industrie). Ook zou het kunnen profiteren van ammoniak uit de landbouw.